# Земельные ресурсы
Земельные ресурсы — часть земельного фонда, которая используется или может быть использована в народном хозяйстве.
Земельные ресурсы — совокупный природный ресурс поверхности суши как пространственного базиса расселения и хозяйственной деятельности, основное средство производства в сельском и лесном хозяйстве.
Территорию также можно считать своеобразным ресурсом. Она служит пространственной основой для размещения всех отраслей хозяйства, основным средством производства в сельском и лесном хозяйстве. Территория уже становится своеобразным дефицитом, особенно в небольших по площади, однако с многочисленным населением, странах (Япония, Нидерланды, Дания). Для них характерен преобразованный антропогенный ландшафт.
Земли сельскохозяйственного назначения — земли, предоставленные для нужд сельского хозяйства или предназначенные для этих целей.

## Структура земельных ресурсов природных регионов планеты
| Земельный фонд планеты                                  | Земельный фонд планеты | Земельный фонд планеты | Земельный фонд планеты |
| ------------------------------------------------------- | ---------------------- | ---------------------- | ---------------------- |
| Категория земель                                        | Площадь, млн км2       | % площади суши:        |                        |
| Ледники                                                 | 16,3                   | 11                     |                        |
| Полярные и высокогорные пустыни                         | 5                      | 3,3                    |                        |
| Тундры и лесотундры                                     | 7                      | 4,7                    |                        |
| Болота вне тундр                                        | 4                      | 2,7                    |                        |
| Озера, реки, водохранилища                              | 3,2                    | 2,1                    |                        |
| Неорошаемые пустыни, скальные грунты и прибрежные пески | 18,2                   | 12,2                   |                        |
| Леса                                                    | 40,3                   | 27                     |                        |
| Травянисто-кустарниковые пастбища и естественные луга   | 28,5                   | 19                     |                        |
| Земледельческая площадь                                 | 19                     | 13                     |                        |
| Земли промышленного и городского назначения             | 3                      | 2                      |                        |
| Малопродуктивные земли                                  | 4,5                    | 3                      |                        |
| Суша в целом                                            | 149                    | 100                    |                        |

Если весь земельный фонд (13 400 млн га) принять за 100 %, то наибольшая доля (25 %) будет приходиться на Азию, а наименьшая (6 %) — на Австралию и Океанию. Наибольшая доля пастбищ приходится на Африку (24 %). Пахотные земли (11 % земельного фонда) дают 88 % продуктов питания. Пастбища и луга, занимающие 26 % земельного фонда, дают ещё 10 % продуктов.
Страны и регионы неодинаково обеспечены земельными ресурсами, особенно это касается сельскохозяйственных земель. На Евразию приходится 59 % мировой пашни, на Северную и Центральную Америку — 15 %, на Африку — 15 %, на Южную Америку — 8 %, на Австралию — 3 %. Большая часть (80 %) мировой пашни размещена в засушливой зоне. Наибольшая доля пастбищ — в странах Африки (24 %) и Азии (18 %).
Мировой показатель обеспеченности сельскохозяйственными землями на душу населения составляет — 0,23 га. В разных странах этот показатель существенно отличается. В Австралии он составляет — 2,45 га, Канаде — 1,48 га, Украине — 1,07 га, России — 0,9 га. В Китае, Бангладеш и Бельгии на каждого жителя приходится 0,07 га, в Египте — 0,05 га, в Японии — 0,03 га.
Одна из главных экологических проблем связана с ухудшением состояния земельных ресурсов. За историческое время в результате ускоренной эрозии, дефляции и других негативных процессов человечество потеряло почти 2 млрд га продуктивных земель. Опустыниванию подвержена площадь в 4,5 млрд га, на которой проживает около 850 млн человек. Пустыни быстро распространяются(до 5—7 млн га в год) в тропических районах Африки, Азии и Америки, а также в субтропиках Мексики. Скорость исчезновения лесов составляет 6—20 млн га в год.